# Carl Köttgen

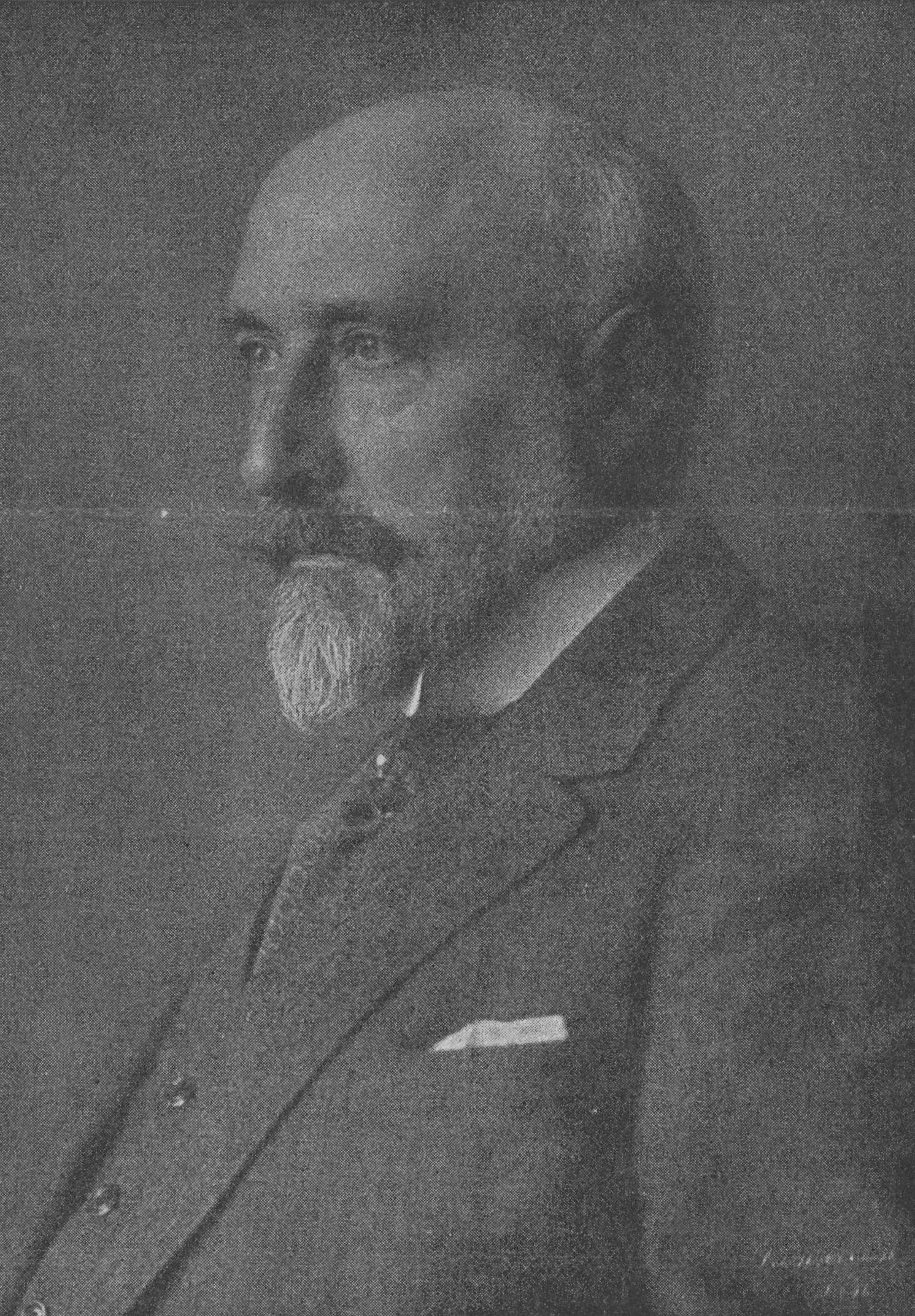
Carl Köttgen, um 1927

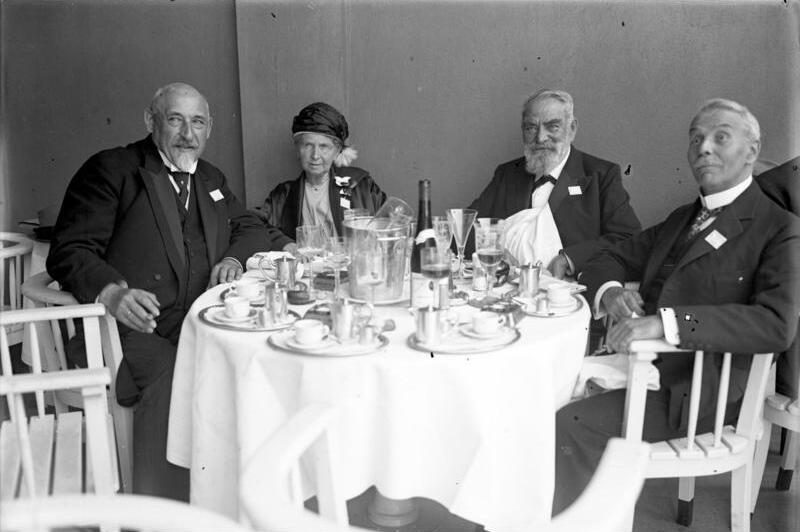
Präsidium der Weltkraftkonferenz im Juni 1930 (von links: Carl Köttgen, Marie von Miller, Oskar von Miller, Edouard Tissot)

Carl Köttgen (* 29. August 1871 in Barmen; † 12. Dezember 1951 in Düsseldorf) war ein deutscher Elektroingenieur, der als Manager und Verbandsvertreter in der Elektroindustrie Bedeutung erlangte. 

## Leben
Köttgen studierte an der Technischen Hochschule (Berlin-)Charlottenburg Maschinenbau. Nach dem Studium trat er 1894 in das Unternehmen Siemens & Halske in Berlin ein und war im „Büro für Kraftübertragung“ tätig. In der Folge stieg er in der Hierarchie des Unternehmens stetig auf. Bereits 1897 war er Abteilungsleiter, 1898 Prokurist und 1905 wurde er stellvertretendes Vorstandsmitglied der Siemens-Schuckertwerke.
Köttgen war einer der bedeutendsten Konstrukteure für den Einsatz der Elektrotechnik in der Schwerindustrie um die Jahrhundertwende.
Im Jahr 1907 wurde er Leiter der neuen Siemens-Fabrik in Stafford, wo er sich auch als erfolgreicher Manager bewies.
Während des Ersten Weltkriegs wurde Köttgen von den Briten interniert. Im Jahr 1919 konnte er nach Berlin zurückkehren. Er wurde Leiter der Zentral-Werkverwaltung der Siemens-Schuckertwerke. Im Jahr 1921 wurde er deren Vorstandsvorsitzender.
Als Ergebnis einer Studienreise in die USA veröffentlichte Köttgen 1925 das Buch „Das wirtschaftliche Amerika“. Damit setzte er wichtige Impulse für die Rationalisierungsdebatte. Bei Siemens wurde etwa die Fließbandarbeit eingeführt.
Eine bedeutende Rolle spielte er auch im wissenschaftlich-wirtschaftlichen Verbandswesen. Zeitweise war er Vorsitzender des VDE, VDI und des Reichskuratoriums für Wirtschaftlichkeit. Im Jahr 1930 war er Vorsitzender der in Berlin abgehaltenen Weltkraftkonferenz. In den frühen 1930er Jahren bis zu dessen Auflösung war Köttgen auch Präsident der Vereinigung Deutscher Arbeitgeberverbände.
Im Juni 1933 rief er zusammen mit Gustav Krupp von Bohlen und Halbach und anderen zur Adolf-Hitler-Spende der deutschen Wirtschaft auf. In der sozialpolitischen Abteilung des Reichsstands der Deutschen Industrie war Köttgen Vizepräsident.
Der VDI ernannte Carl Köttgen 1950 zu seinem Ehrenmitglied. In der Siemensstadt in Berlin ist eine Straße nach ihm benannt, ebenso in der Industriestadt Traunreut in Bayern. 